# Пустеля Каркросс

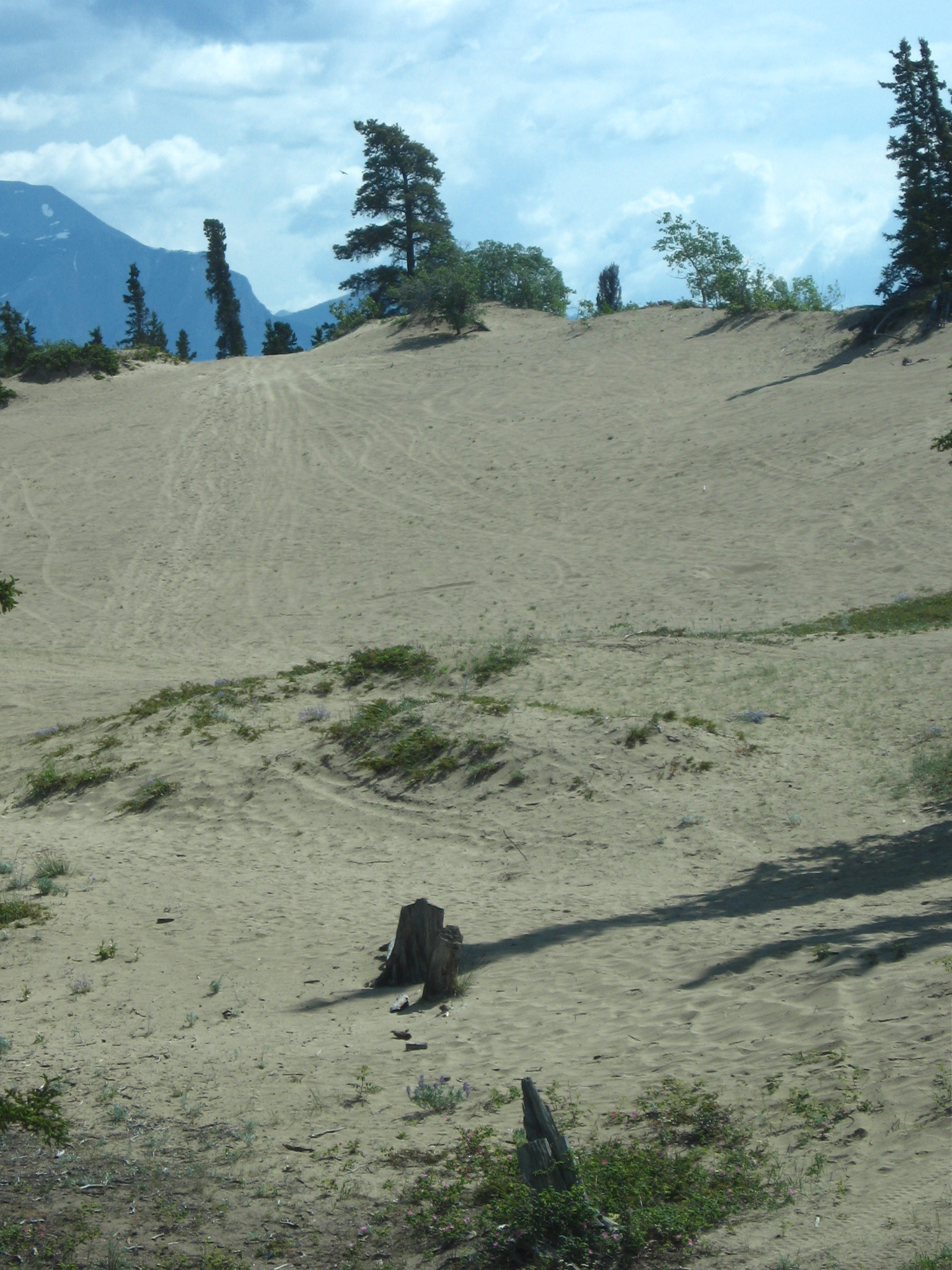
Пустеля Каркросс

Пустеля Каркросс — пустеля, яка розташована поза межами міста Каркос, територія Юкон, Канада (60°11′14″ пн. ш. 134°41′41″ зх. д. / 60.18722° пн. ш. 134.69472° зх. д.), часто вважають найменшою пустелею у світі. Вона займає близько 2,6 км².

## Загальна характеристика
Каркрос зазвичай вважають пустелею, однак насправді це лише кілька північних піщаних дюн. Клімат тут надто вологий, як для справжніх пустель. Пісок утворився під час льодовикового періоду, коли сформувались великі озера та осів мул. Після того, як озера висохли, залишились дюни. Нині вітер переносить пісок сюди переважно з озера Беннетт, яке знаходиться неподалік. Тут росте безліч рослин, серед них є і незвичайні види, такі як байкальська осока, юконський люпин та багато інших.
У 1992 році місцевий уряд Юкон намагався захистити пустелю, але справа не увінчалась успіхом через опір місцевих жителів, які використовують дюни задля розваг.

## Клімат
Клімат пустелі Каркрос значно сухіший ніж на сусідніх територіях. Кількість опадів тут складає менше 50 см на рік. Як правило, це пояснюється ефектом «дощової тіні», який створюють довколишні гори. У результаті, всього кілька рідкісних видів рослин пристосувались до існування у порівняно посушливих умовах. Карекс-осока або осока байкальська росте переважно в Азії, однак її можна побачити на території пустелі та ще всього у чотирьох місцях Північної Америки. Юконський люпин, нетиповий для цієї місцевості, росте тут як на дріжджах. Однак, поки рослинність цієї місцевості блокує майже всю природну систему пустелі, лісова пожежа, наприклад, могла б легко очистити і повернути її до нормального стану.

## Відпочинок
Місцеві жителі активно використовують територію для сендбордингу. Туристи проводять тут змагання серед позашляховиків. До інших літніх розваг входять піший туризм та їзда на всюдиходах.
Взимку територія використовується переважно для змагань із лижного спорту та сноубордингу.
Сусідній вузькоколійний залізничний шлях Уайт Пасс та Юкон Рут є популярним місцем серед туристів який приводить до пустелі Каркросс багато відвідувачів.